# Abierto Británico Femenino de Golf
El Abierto Británico Femenino de Golf es un torneo femenino de golf que se disputa en distintos campos de golf de Inglaterra y Escocia desde 1976. Es organizado desde su primera edición por la Ladies' Golf Union del Reino Unido. La bolsa de premios actual es de US$ 2.750.000, de los que el ganador se lleva 400.000.
Originalmente era la principal torneo del Ladies European Tour. También formó parte del calendario del LPGA Tour estadounidense en 1984, y luego de manera permanente a partir de 1994. En 2001 se convirtió oficialmente en un torneo mayor de golf femenino, reemplazando al Abierto de Canadá.
Las participantes del torneo se componen principalmente de las mejores golfistas de los circuitos profesionales y la edición anterior del Abierto Británico, así como las ganadoras anteriores de torneos mayores.
El torneo se juega típicamente a fines de julio o principios de agosto, aunque en 2012 se movió a septiembre debido a los Juegos Olímpicos de Londres 2012. A diferencia del abierto de varones, no siempre utiliza campos de links. El torneo nunca se realizó en Royal St. George's.

## Ganadoras
Karrie Webb y Sherri Steinhauer lograron tres victorias en el Abierto Británico. Yani Tseng es la única que logró dos triunfos con estatus de torneo mayor.
| Año  | Golfista              | Golpes         |
| ---- | --------------------- | -------------- |
| 1976 | Jenny Lee Smith       | 299            |
| 1977 | Vivien Saunders       | 306            |
| 1978 | Janet Melville        | 310            |
| 1979 | Alison Sheard         | 301            |
| 1980 | Debbie Massey         | 294            |
| 1981 | Debbie Massey         | 295            |
| 1982 | Marta Figueras-Dotti  | 296            |
| 1983 | No se disputó.        | No se disputó. |
| 1984 | Ayako Okamoto         | 289            |
| 1985 | Betsy King            | 300            |
| 1986 | Laura Davies          | 283            |
| 1987 | Alison Nicholas       | 296            |
| 1988 | Corinne Dibnah        | 295            |
| 1989 | Jane Geddes           | 274            |
| 1990 | Helen Alfredsson      | 288            |
| 1991 | Penny Grice-Whittaker | 284            |
| 1992 | Patty Sheehan         | 207            |
| 1993 | Karen Lunn            | 275            |
| 1994 | Liselotte Neumann     | 280            |
| 1995 | Karrie Webb           | 278            |
| 1996 | Emilee Klein          | 277            |
| 1997 | Karrie Webb           | 269            |
| 1998 | Sherri Steinhauer     | 292            |
| 1999 | Sherri Steinhauer     | 283            |
| 2000 | Sophie Gustafson      | 282            |
| 2001 | Se Ri Pak             | 277            |
| 2002 | Karrie Webb           | 273            |
| 2003 | Annika Sörenstam      | 278            |
| 2004 | Karen Stupples        | 269            |
| 2005 | Jeong Jang            | 272            |
| 2006 | Sherri Steinhauer     | 281            |
| 2007 | Lorena Ochoa          | 287            |
| 2008 | Jiyai Shin            | 270            |
| 2009 | Catriona Matthew      | 285            |
| 2010 | Yani Tseng            | 277            |
| 2011 | Yani Tseng            | 272            |
| 2012 | Jiyai Shin            | 279            |
| 2013 | Stacy Lewis           | 280            |
| 2014 | Mo Martin             | 287            |
| 2015 | Inbee Park            | 276            |
| 2016 | Ariya Jutanugarn      | 272            |
| 2017 | In-Kyung Kim          | 270            |
| 2018 | Georgia Hall          | 271            |
| 2019 | Hinako Shibuno        | 270            |
| 2020 | Sophia Popov          | 277            |
| 2021 | Anna Nordqvist        | 276            |
| 2022 | Ashleigh Buhai        | 274            |
| 2023 | Lilia Vu              | 274            |
| 2024 | Lydia Ko              | 281            |
| 2025 | Miyū Yamashita        | 277            |

## Sedes recientes
- Woburn (1984, 1990-1996, 1999, 2016, 2019)
- Turnberry (2002, 2015)
- Royal Lytham & St Annes (1998, 2003, 2006, 2009, 2018)
- Sunningdale (1997, 2001, 2004, 2008)
- Carnoustie (2011)
- Royal Liverpool (2012)
- Old Course at St Andrews (2007, 2013, 2024)
- Royal Birkdale (1982, 1986, 2000, 2005, 2010, 2014)
- Kingsbarns (2017)
- Royal Troon (2020)
- Muirfield (2022)
- Walton Heath (2023)
- Royal Porthcawl (2025)